# Заставе (Пулавський повіт)
Заставе (пол. Zastawie) — село в Польщі, у гміні Курув Пулавського повіту Люблінського воєводства.
Населення — 107 осіб (2011).
У 1975-1998 роках село належало до Люблінського воєводства.

## Демографія
Демографічна структура станом на 31 березня 2011 року:
|          | Загалом | Допрацездатний вік | Працездатний вік | Постпрацездатний вік |
| -------- | ------- | ------------------ | ---------------- | -------------------- |
| Чоловіки | 53      | 12                 | 38               | 3                    |
| Жінки    | 54      | 5                  | 34               | 15                   |
| Разом    | 107     | 17                 | 72               | 18                   |